# Pristimantis gagliardoi
Pristimantis gagliardoi är en groddjursart som beskrevs av Martin R. Bustamante och Joseph R. Mendelson 2008. Pristimantis gagliardoi ingår i släktet Pristimantis och familjen Strabomantidae. Inga underarter finns listade i Catalogue of Life.